# Eos histrio
Il lori rossoblu (Eos histrio Müller, 1776) è un uccello della famiglia degli Psittaculidi.

## Descrizione
Affine al lori guanceblu, con taglia attorno ai 31 cm, si presenta con una colorazione rossa variegata di blu in maniera irregolare sul capo (vertice, banda che scende dall'occhio al collo), sulle ali, sul petto e sul dorso.

## Biologia
Nidifica nel cavo di un albero.

## Distribuzione e habitat
L'areale di questa specie è ristretto quai esclusivamente all'isola di Karakelong, nelle isole Talaud (Indonesia). Predilige le foreste primarie di pianura; tuttavia frequenta anche gli spazi più aperti.

## Tassonomia
Sono note tre sottospecie assai simili tra loro:
- E. h. histrio, sottospecie nominale, che ha fronte rossa, vertice del capo e zona attorno all'occhio blu, gola e collo rossi, petto e ventre rossi con ampia banda blu, groppone blu, ali e coda rossi con remiganti e timoniere viola-nere;
- E. h. talautensis, caratterizzato per una maggiore estensione del rosso sulle ali rispetto alle altre sottospecie;
- E. h. challengeri, che mostra la banda pettorale blu molto più sottile rispetto alle altre sottospecie.